# باتريك فيوري
باتريك فيوري (بالفرنسية Patrick Fiori) مغني فرنسي شهير من أصل ارمني من جهة الوالد ومن أصول كورسيكية من جهة الوالدة. وهو مولود في مارسيليا عام 1969 واسمه الحقيقي Patrick Jean-François Chouchayan. ويغني فيوري باللغة الفرنسية وأحيانا بالكورسيكية والأرمنية والإنكليزية وله ألبومات عديدة وأغنيات شهيرة.
مثّل فيوري فرنسا عام 1993 في مسابقة الأغنية الأوروبية (اليوروفيجن) بأغنية "Mama Corsica" وهي أغنية ثنائية اللغة بالفرنسي والكورسيكي، وحلّ رابعا بين 25 أغنية في المسابقة التي جرت في أيرلندا عامذاك.
عام 1998 اشترك في الكزميدي الموسيقية الفرنسية الشهيرة «نوتر دام دو باري» مبنية على قصة أحدب نوتردام للكاتب الفرنسي فيكتور هوغو. وقام فيوري بدور رئيسي كـ Phœbus de Châteaupers. ومن أهم نجاحاته أغنية "Belle" من المسرحية الموسيقية، حيث أن الأاغنية أصدرت كسينغل حسث يغني فيوري مع دانييل لافوا وغارو حيث وصلت الأغنية إلى المرتبة ال'لى في فرنسا وفي بلجيكا.
أغنيته "4 Mots sur un piano" بالتشارك مع جان جاك غولدمان وكريستين ريكول أوصلته مرة ثانية إلى المرتبة الأولى من قائمة الأغاني الفرنسية عام 2007.
له مشاركات عديدة مع فنانين فرنسيين وأجانب الا أن أهم مشاركاته هو مع المؤلف والملحن الفرنسي جان جاك غولدمان الذي ألف له عددا من أهم أغانيه.
فيوري كانت له علاقة غرامية مع Julie Zenatti لمدة ثماني سنوات ومن ثم علاقة قصيرة مع لارا فابيان. تزوّج فيوري من ملكة الجمال Ariane Quatrefages وله منها ولدان ولدا عام 2009 وعام 2014.

## الألبومات
- 1994: Puisque c'est l'heure
- 1995: Le cœur à l'envers
- 1998: Prends moi
- 2000: Chrysalide
- 2002: Patrick Fiori
- 2005: Si on chantait plus fort
- 2007: Best of 4 mots
- 2008: Les choses de la vie
- 2010: L'instinct masculin
- 2011: L'instinct masculin Live
- 2014: Choisir
- 2017: Promesse

## أغنيات رائجة ومختارة
- 1993: "Mama Corsica"
- 1998: "Belle" مع دانييل لافوا وغارو
- 1998: "Elle est"
- 2000: "Que tu reviennes"
- 2003: "Je sais où aller"
- 2005: "Toutes les peines"
- 2007: "4 Mots sur un piano" مع جان جاك غولدمان وكريستين ريكول
- 2015: "Corsica" مع باتريك برويل
- 2017: "Pour mieux s'aimer"
- 2017: "(Chez nous (Plan d'Aou, Air Bel" مع سوبرانو

## روابط خارجية
- باتريك فيوري على موقع IMDb (الإنجليزية)
- باتريك فيوري على موقع ألو سيني (الفرنسية)
- باتريك فيوري على موقع ميوزك برينز (الإنجليزية)
- باتريك فيوري على موقع ديسكوغز (الإنجليزية)
- باتريك فيوري على موقع قاعدة بيانات الفيلم (الإنجليزية)